# Adenocalymma magnoalatum
Adenocalymma magnoalatum là một loài thực vật có hoa trong họ Chùm ớt. Loài này được Scud. mô tả khoa học đầu tiên năm 2000.